# Comuna Vadu Moților, Alba
Vadu Moților (în maghiară Aranyosvagas) este o comună în județul Alba, Transilvania, România, formată din satele Bodești, Burzești, Dealu Frumos, Lăzești, Necșești, Poduri-Bricești, Popeștii de Jos, Popeștii de Sus, Tomuțești, Toțești, Vadu Moților (reședința) și Vâltori.

## Demografie
Componența etnică a comunei Vadu Moților
     Români (97,05%)
     Alte etnii (2,95%)
Componența confesională a comunei Vadu Moților
     Ortodocși (91,74%)
     Martori ai lui Iehova (2,19%)
     Baptiști (1,01%)
     Alte religii (1,68%)
     Necunoscută (3,37%)
Conform recensământului efectuat în 2021, populația comunei Vadu Moților se ridică la 1.187 de locuitori, în scădere față de recensământul anterior din 2011, când fuseseră înregistrați 1.348 de locuitori. Majoritatea locuitorilor sunt români (97,05%). Din punct de vedere confesional, majoritatea locuitorilor sunt ortodocși (91,74%), cu minorități de martori ai lui Iehova (2,19%) și baptiști (1,01%), iar pentru 3,37% nu se cunoaște apartenența confesională.

## Politică și administrație
Comuna Vadu Moților este administrată de un primar și un consiliu local compus din 9 consilieri. Primarul, Nicolae Lazea[*], de la Partidul Național Liberal, este în funcție din 2008. Începând cu alegerile locale din 2024, consiliul local are următoarea componență pe partide politice:
|  | Partid                          | Consilieri | Componența Consiliului | Componența Consiliului | Componența Consiliului | Componența Consiliului | Componența Consiliului |
|  | ------------------------------- | ---------- | ---------------------- | ---------------------- | ---------------------- | ---------------------- | ---------------------- |
|  | Partidul Național Liberal       | 5          |                        |                        |                        |                        |                        |
|  | Partidul Social Democrat        | 3          |                        |                        |                        |                        |                        |
|  | Alianța pentru Unirea Românilor | 1          |                        |                        |                        |                        |                        |

## Atracții turistice
- Biserica de lemn "Sfinții Arhangheli Mihail și Gavriil", din satul Lăzești, construcție secolul al XVIII-lea, monument istoric
- Casa "Bogdan Hortensia" din satul Vadu Moților, construcție secolul al XVIII-lea
- Casă țărănească în satul Lăzești, construcție secolul al XIX-lea
- Moară de apă și piuă din secolul al XIX-lea, satul Vadu Moților
- Cheile Pojorâtei
- Piatra Hogii